# Gorgeh
Gorgeh (persiska: گرگه) är en ort i Iran.   Den ligger i provinsen Khuzestan, i den centrala delen av landet, 400 km söder om huvudstaden Teheran. Gorgeh ligger 532 meter över havet och antalet invånare är 159.
Terrängen runt Gorgeh är kuperad åt sydväst, men åt nordost är den platt. Runt Gorgeh är det ganska glesbefolkat, med 50 invånare per kvadratkilometer. Närmaste större samhälle är Shū Gol-e Ḩājjīvand, 4,4 km sydost om Gorgeh. Omgivningarna runt Gorgeh är i huvudsak ett öppet busklandskap.